# 徳川敦之助
徳川 敦之助（とくがわ あつのすけ、寛政8年3月19日（1796年4月26日） - 寛政11年5月7日（1799年6月10日））は、江戸時代後期の武士。御三卿・清水家の第2代当主。

## 生涯
寛政8年（1796年）3月19日、11代将軍徳川家斉の五男として江戸城本丸で誕生した。母は、御台所・近衛寔子。松平の称号を与えられ、松平敦之助と称される。
敦之助の誕生に、家斉・寔子夫妻のみならず、祖父の徳川（一橋）治済、外祖父の島津重豪（薩摩藩前藩主）らの喜びも絶大であったという。御台所が男子を出生するのは2代将軍徳川秀忠の正室・お江与（崇源院）以来であった。ただし、その3年前に側室のお楽（香琳院）が産んだ敏次郎（後の12代将軍・家慶）が将軍家世子と定められていた。
寛政10年（1798年）7月17日、清水徳川家を継ぐ。
同11年（1799年）5月7日、4歳で死去した。法名は体門院殿真際彰善大童子。上野・凌雲院へ葬られた。
文化2年（1805年）8月1日、弟・斉順が清水家を継いだ。